# Slimane av Marocko
Slimane av Marocko, född 1766, död 1822, var regerande sultan av Marocko mellan 1792 och 1822.